# Règlement élisabéthain
Le Règlement élisabéthain a été la réaction de la reine Élisabeth Ire aux divisions religieuses nées au cours des règnes d'Henri VIII, d'Édouard VI et de Marie Tudor. Cette réaction, appelée « La Révolution de 1559 », s'est concrétisée par deux lois du Parlement d'Angleterre. L'Acte de suprématie de 1559 rétablissait l'indépendance de l'Église d'Angleterre par rapport à Rome, le Parlement conférant à Élisabeth le titre de Gouverneur suprême de l'Église d'Angleterre, tandis que l'Acte d'uniformité de 1558 établissait la forme que l'Église d'Angleterre prendrait désormais avec l'établissement du Livre de la prière commune. 

## Règne d'Élisabeth
À la mort de Marie Tudor en 1558, Élisabeth hérita du trône et les questions religieuses figuraient au début de son règne parmi les plus importantes. La communion avec l'Église catholique romaine avait été rétablie sous le règne de Marie Tudor qui avait usé pour cela de la suprématie royale, mais elle fut à nouveau brisée par Élisabeth. Celle-ci se fiait surtout à ses principaux conseillers, sir William Cecil, son secrétaire d'État, et sir Nicholas Bacon, son Garde des sceaux, pour la direction à suivre dans cette affaire. 
Le Parlement fut convoqué en 1559 pour examiner le Reformation Bill et recréer une Église d'Angleterre indépendante. Le Reformation Bill définissait la Communion comme une célébration consubstantielle, par opposition à une célébration transsubstantielle, incluait dans la litanie les abus du pape parmi les maux dont on demandait à Dieu d'être délivré,, et ordonnait que les ministres ne portassent pas de surplis ou d'autres vêtements sacerdotaux catholiques. Il permettait aux prêtres de se marier, interdisait les images dans les églises, et confirmait Élisabeth comme Gouverneur suprême de l'Église d'Angleterre. Le Bill rencontra une vive résistance à la Chambre des lords, puisque les évêques catholiques et des pairs séculiers s'y opposèrent et votèrent contre. Ils remanièrent une grande partie du Bill et modifèrent la liturgie proposée pour permettre de croire à la transsubstantiation dans la communion ; enfin ils refusèrent d'accorder à Élisabeth le titre de chef suprême de l'Église. Le Parlement fut suspendu jusqu'à Pâques, et quand il reprit, le gouvernement imposa deux nouveaux bills aux chambres : l'Acte de suprématie et l'Acte d'uniformité. 
La bulle pontificale Regnans in Excelsis, promulguée le 25 février 1570 par Pie V, déclara hérétique « Élisabeth, se prétendant Reine d'Angleterre, qui s'était mise au service du crime » ; elle délia tous ses sujets de quelque allégeance que ce fût envers elle, et excommunia tous ceux qui obéiraient à ses ordres. La Bulle, écrite en latin, tire son nom de son incipit, les trois premiers mots de son texte, ce qui signifie « Régnant dans les Cieux » (une référence à Dieu). On lisait parmi les reproches adressés à la reine, « Elle a aboli le Conseil royal, composé de la noblesse de l'Angleterre, et l'a rempli d'hommes obscurs, qui étaient des hérétiques. »

### Acte de suprématie
L'Acte de suprématie validait une dizaine de lois d'Henri VIII que Marie avait abrogées et confirmait Élisabeth comme Gouverneur suprême de l'Église d'Angleterre. L'utilisation du terme « Gouverneur suprême » plutôt que le « chef suprême » apaisa beaucoup de ceux qui s'inquiétaient de voir une femme à la tête de l'Église d'Angleterre. Les changements d'Élisabeth étaient plus nombreux que ceux de son demi-frère, Édouard VI. Tous les évêques, sauf un, perdirent leurs sièges ; à l'université d'Oxford une centaine d'enseignants furent privés de leurs chaires ; de nombreux dignitaires aimèrent mieux démissionner plutôt que de prêter le serment. Les évêques exclus du corps ecclésiastique furent remplacés par de nouveaux venus prêts à accepter des réformes. 
Sur la question des images, la réaction initiale d'Élisabeth avait été d'autoriser les crucifix et les chandeliers et de restaurer les jubés, mais certains des nouveaux évêques qu'elle avait élevés à leur poste protestèrent. En 1560, Edmund Grindal, un de ceux que Marie Tudor avait exilés et qui était alors évêque de Londres, fut autorisé à mettre en œuvre la démolition des jubés à Londres et, en 1561, c'est la reine elle-même qui ordonna la démolition de tous les jubés. Dans sa chapelle privée toutefois, elle conserva une croix et des chandeliers Par la suite, la volonté d'empêcher toute restauration ultérieure du « papisme » se traduisit par une abolition plus large des croix, des habits sacerdotaux, des autels de pierre, des jours de jeûne, des statues et d'autres ornements. La reine nomma également un nouveau Conseil privé, après déchéance de nombreux conseillers catholiques. Sous Élisabeth, les dissensions au sein du Conseil et les conflits à la cour diminuèrent notablement. L'Acte de suprématie avait passé sans difficulté.

### Acte d'Uniformité
L'acte d'Uniformité de 1559 obligeait le peuple à assister le dimanche, dans une église anglicane, à un service religieux au cours duquel une nouvelle version du Livre de prière commune devait être utilisée ; il ne fut adopté que par trois voix de majorité. Plus prudent que le projet de loi initial, il révoquait les lois très sévères proposées contre les catholiques, il ôtait de la litanie la prière contre les abus des papes et il conservait la formulation qui permettait de l'interpréter aussi bien comme une croyance subjective que comme une croyance objective à la Présence réelle au cours de la communion. 
Après que le Parlement eut été suspendu, Élisabeth, de concert avec Cecil, rédigea ce que l'on connaît sous le nom d'Injonctions royales. Il s'agissait d'ajouts au règlement et elles ménageaient nettement une certaine continuité avec le passé catholique : c'est ainsi que les ministres reçurent l'ordre de porter le surplis. Pour la communion, il fallait utiliser des hosties et non du pain ordinaire. Il y avait eu des oppositions au Règlement dans les comtés qui, pour la plupart, restaient en grande partie catholiques ; c'est pourquoi on a dit souvent que ces modifications avaient été faites afin de le faire accepter. MacCulloch considère pourtant comme « absurde d'imaginer que ces concessions étaient destinées à apaiser les partisans du catholicisme, tant dans le clergé que dans le peuple » ; il ne voit qu'une façon de se concilier peut-être les luthériens. Les catholiques avaient tant perdu que ces changements mineurs ne représentaient rien pour eux. Dans cette affaire, la clé de la réussite fut simplement la longueur du règne d'Élisabeth : alors que Marie n'avait été en mesure d'imposer son programme que pendant cinq ans à peine, Élisabeth a eu plus de quarante ans à sa disposition. C'est le temps en passant qui a vaincu ceux qui espéraient en l'avenir,  « guettant une aurore nouvelle » où la restauration serait à nouveau imposée

## Héritage
Le Règlement est souvent considéré comme le point final de la Réforme anglaise et, dans le long terme, la fondation d'une « voie moyenne » avec le concept de l'Anglicanisme. À l'époque, on croyait qu'il avait établi une Église protestante. Même si on ne peut créditer Élisabeth « d'une politique laxiste qui prévoyait de façon prophétique la riche diversité de l'anglicanisme », ses préférences l'ont rendue possible. Aux yeux de certains, le Règlement représente un compromis dans la formulation et dans la pratique entre le premier Livre de prières d'Édouard VI (1549) et le deuxième (1552). Le premier Livre de Prière commune, dû à Thomas Cranmer et entré en usage en 1549, contenait par exemple les mots : « Que le corps de notre Seigneur Jésus-Christ qui a été donné pour toi, garde ton corps et ton âme jusqu'à la vie éternelle. » L'édition de 1552, qui n'a jamais été en vigueur, remplace ces termes par : « Prends et mange ceci pour te souvenir que le Christ est mort pour toi, et que tu te nourrisses de lui dans ton cœur par la foi, en lui rendant grâces ». Toutefois, certains chercheurs en liturgie tels que Gregory Dix, Ratcliff, et Couratin estimaient que les deux livres de prière enseignaient la même doctrine eucharistique, quoique avec plus de prudence dans le premier livre. L'Acte qui autorisait le second livre disait qu'il expliquait le premier livre et achevait de le rendre parfait. Enfin, le livre de 1559, publié sous la direction de Matthew Parker pendant le règne Élisabeth, comprend l'une et l'autre phrase. La thèse de sir John Neale, Puritan Choir, montre comment un petit bloc de représentants protestants radicaux s'est battu pour une réforme plus radicale et a eu une influence majeure sur la politique élisabéthaine. Neale explique comment un groupe de militants, des « Marian Exiles » c'est-à-dire des protestants qui avaient été contraints de fuir à l'étranger sous le règne de Marie Tudor, est revenu pour continuer à poursuivre une réforme résolument protestante. 
Au moment de la mort d'Élisabeth était apparu un nouveau parti, « absolument hostile » aux puritains sans adhérer à Rome. Les anglicans, comme on a fini par les appeler plus tard au cours du siècle, préféraient le Livre de prière commune révisé de 1559, d'où avait été enlevé une partie de ce qui pouvait offenser les catholiques. Il y eut un nouveau différend entre les puritains, qui voulaient qu'on supprimât le Livre de prières et l'épiscopat, et les anglicans qui étaient la grande majorité : ceux-là regardaient d'un bon œil le règlement élisabéthain et rejetaient les vaticinations ; leur spiritualité avait été nourrie par le livre de prières et ils préféraient être gouvernés par des évêques. C'est entre ces deux groupes qu'après la mort d'Élisabeth, en 1603, un nouvel épisode, plus violent, de la Réformation anglaise était en gestation.

### Vers la Guerre civile
Au cours des règnes des Stuarts, Jacques Ier et Charles Ier, les points de conflit se définirent de plus en plus, menant finalement à la Première Révolution anglaise, la première sur le sol anglais à laquelle la population civile participa. Cette guerre ne fut qu'en partie due à la religion, mais l'abolition du Livre de prière et de l'épiscopat par un Parlement puritain fut un élément dans les causes du conflit. Selon Diarmaid MacCulloch, les suites de ces événements tumultueux peuvent se reconnaître tout au long du Commonwealth (1649-1660), de la Restauration anglaise et encore au-delà. Les anglicans allaient devenir le cœur de l'Église d'Angleterre restaurée, mais au prix de divisions supplémentaires. À la Restauration de 1660, les anglicans ne devaient plus être qu'un des éléments sur la scène religieuse.